# Ölstabrändans naturreservat
Ölstabrändans naturreservat är ett naturreservat i Heby kommun i Uppsala län.
Området är naturskyddat sedan 1995 och är 48 hektar stort. Reservatet består av gamla tallar och lövskog som växt upp efter en brand 1888. Naturtypen kallas lövbränna, en naturtyp som numera är mycket ovanlig i södra Sverige.

Typiskt för reservatet är den storblockiga terrängen som gör vissa delar svårframkomliga. Ölstabrändan har även en relativt rik lavflora.

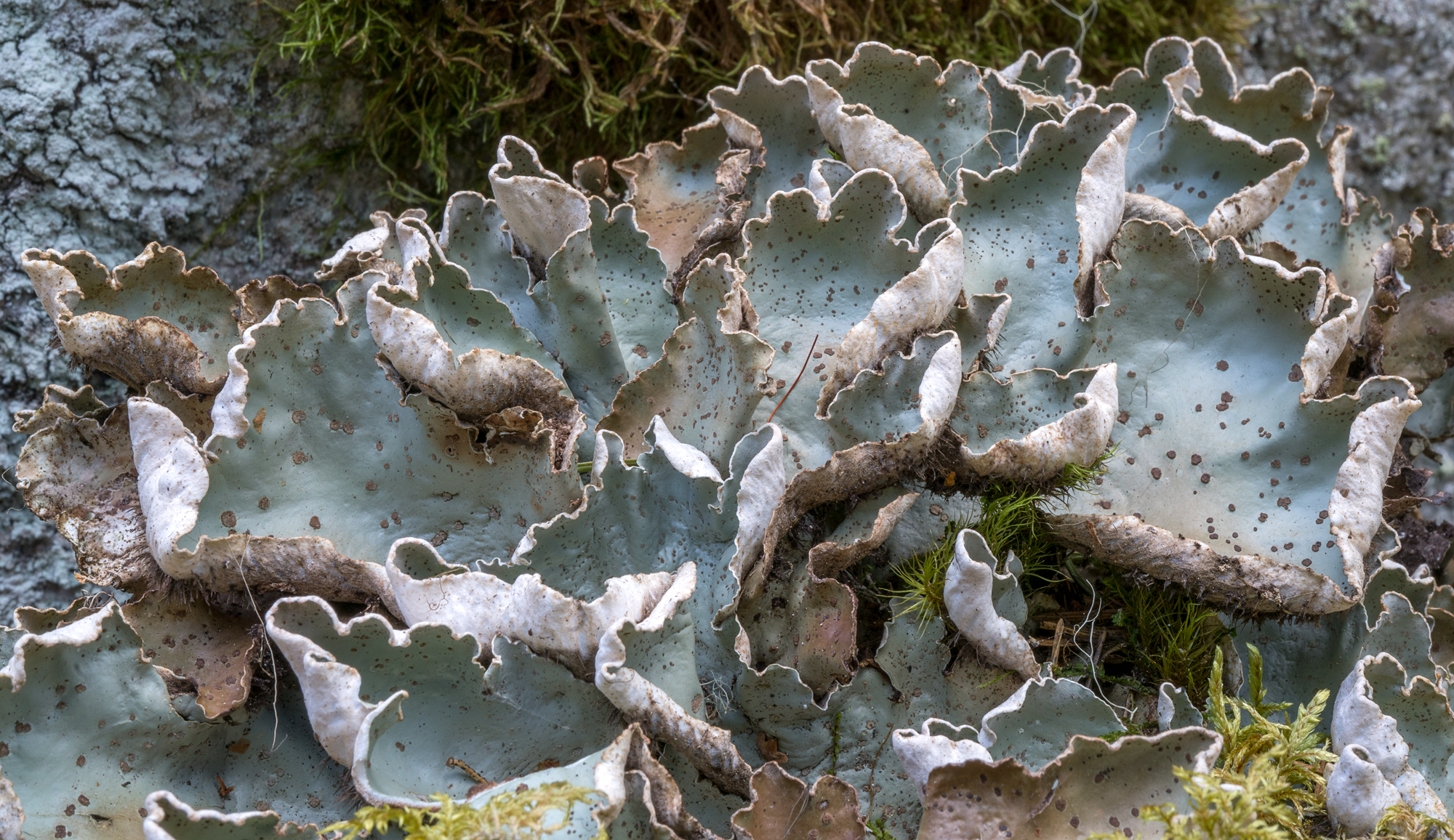
Torsklav - en av flera lavar i Ölstabrändan.

I området ägde ett flyghaveri rum den 13 april 1965 och det har satts upp en skylt som visar vägen till platsen för olyckan.